# Coinches
Coinches és un municipi francès, situat al departament dels Vosges i a la regió del Gran Est. L'any 2007 tenia 342 habitants.

## Demografia

### Població
El 2007 la població de fet de Coinches era de 342 persones. Hi havia 132 famílies, de les quals 16 eren unipersonals (4 homes vivint sols i 12 dones vivint soles), 64 parelles sense fills, 44 parelles amb fills i 8 famílies monoparentals amb fills.
La població ha evolucionat segons el següent gràfic:
Habitants censats

### Habitatges
El 2007 hi havia 137 habitatges, 130 eren l'habitatge principal de la família, 5 eren segones residències i 2 estaven desocupats. 130 eren cases i 6 eren apartaments. Dels 130 habitatges principals, 113 estaven ocupats pels seus propietaris, 13 estaven llogats i ocupats pels llogaters i 4 estaven cedits a títol gratuït; 5 tenien tres cambres, 28 en tenien quatre i 97 en tenien cinc o més. 114 habitatges disposaven pel capbaix d'una plaça de pàrquing. A 49 habitatges hi havia un automòbil i a 73 n'hi havia dos o més.

### Piràmide de població
La piràmide de població per edats i sexe el 2009 era:
| Homes | Edats   | Dones |
| ----- | ------- | ----- |
| 0     | 95 o +  | 0     |
| 0     | 90 a 94 | 0     |
| 0     | 85 a 89 | 0     |
| 0     | 80 a 84 | 0     |
| 8     | 75 a 79 | 12    |
| 0     | 70 a 74 | 0     |
| 0     | 65 a 69 | 4     |
| 20    | 60 a 64 | 8     |
| 4     | 55 a 59 | 4     |
| 20    | 50 a 54 | 20    |
| 16    | 45 a 49 | 24    |
| 20    | 40 a 44 | 28    |
| 16    | 35 a 39 | 4     |
| 0     | 30 a 34 | 12    |
| 12    | 25 a 29 | 0     |
| 12    | 20 a 24 | 4     |
| 16    | 15 a 19 | 12    |
| 12    | 10 a 14 | 16    |
| 8     | 5 a 9   | 12    |
| 0     | 0 a 4   | 0     |

## Economia
El 2007 la població en edat de treballar era de 240 persones, 170 eren actives i 70 eren inactives. De les 170 persones actives 148 estaven ocupades (83 homes i 65 dones) i 22 estaven aturades (15 homes i 7 dones). De les 70 persones inactives 19 estaven jubilades, 20 estaven estudiant i 31 estaven classificades com a «altres inactius».

### Ingressos
El 2009 a Coinches hi havia 138 unitats fiscals que integraven 363 persones, la mediana anual d'ingressos fiscals per persona era de 17.924 €.

### Activitats econòmiques
Dels 7 establiments que hi havia el 2007, 2 eren d'empreses de construcció, 2 d'empreses de comerç i reparació d'automòbils, 1 d'una empresa d'informació i comunicació, 1 d'una empresa financera i 1 d'una empresa de serveis.
Dels 2 establiments de servei als particulars que hi havia el 2009, 1 era un paleta i 1 electricista.
L'any 2000 a Coinches hi havia 8 explotacions agrícoles.

## Equipaments sanitaris i escolars
El 2009 hi havia una escola elemental integrada dins d'un grup escolar amb les comunes properes formant una escola dispersa.

## Poblacions més properes
El següent diagrama mostra les poblacions més properes.